# Abschnittsbefestigung Römerschanze
Die Abschnittsbefestigung Römerschanze bezeichnet eine abgegangene frühmittelalterliche Abschnittsbefestigung westlich von Rinkam, einem Gemeindeteil der niederbayerischen Gemeinde Atting im Landkreis Straubing-Bogen. Die Anlage wird als Bodendenkmal unter der Aktennummer D-2-7141-0172 als „verebnete Abschnittsbefestigung des frühen Mittelalters (‚Römerschanze‘ bei Rinkam)“ geführt.

## Beschreibung
Die ehemalige Abschnittsburg befindet sich auf einem Geländesporn am westlichen Ortsrand von Rinkam. Es handelte sich vermutlich um eine zweigliedrige Anlage, in  deren östlichem Teil im Bereich der Spornspitze mehrere Gebäude standen. Im Westen befand sich eine Vorburg, deren Westfront von einem starken Wall mit vorgelagertem Halsgraben vom Vorgelände abgetrennt wurde. Dort bestand auch ein Durchlass. Die Umwallung des Kernwerks folgte den Hangkanten. Die Bezeichnung „Römerschanze“ führt in die Irre, es handelt sich um einen zweigliedrigen mittelalterlichen Burgstall mit Kernwerk und Vorburg. Heute ist der Bereich durch Bauernhöfe überbaut.